# Hans-Dieter Möhring

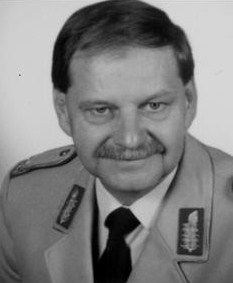
Brigadegeneral Möhring

Hans-Dieter Möhring (* 4. Januar 1943 in Goslar) ist ein Brigadegeneral a. D. des Heeres der Bundeswehr. Er war zuletzt von Oktober 1996 bis 31. Dezember 2001 Stellvertreter des Befehlshabers im Stab des Wehrbereichskommandos V/10. Panzerdivision in Sigmaringen.

## Ausbildung und erste Verwendungen
Im Rahmen seiner schulischen Ausbildung besuchte Möhring zunächst von 1949 bis 1953 die Schillerschule in Goslar. Danach wechselte er zur Mittelschule für Jungen, die er 1959 mit der Mittleren Reife abschloss. Er gehörte 1958 zu den Preisträgern im Heyne-Rechnen. Von 1959 besuchte er den neusprachlichen Zweig am Ratsgymnasium Goslar. Nach seinem Abitur wurde er 1963 zum Dienst in der Bundeswehr als Soldat auf Zeit eingezogen und durchlief bis 1965 die Ausbildung zum Reserveoffizier der Panzertruppe beim Panzerbataillon 14 in Hildesheim. Diese schloss er mit der Beförderung zum Leutnant am 1. Januar 1965 ab. Nach entsprechender Weiterverpflichtung absolvierte er von 1965 bis 1966 die Offizierslehrgänge I und II an der Heeresoffizierschule I in Hannover. Weitere Verwendungen als Zugführer, S2/S1 Offizier und Kompaniechef beim Panzerbataillon 14 in Hildesheim schlossen sich bis 1973 an. Im Herbst 1973 wurde er als Chef der Stabs- und Versorgungskompanie des Panzerbataillons 314 nach Oldenburg versetzt und diente dort bis 1974.

## Dienst als Stabsoffizier
Von 1974 bis 1976 absolvierte er den 17. Generalstabslehrgang des Heeres an der Führungsakademie der Bundeswehr in Hamburg und wurde 1975 zum Major befördert.
Nach Abschluss des Lehrgangs 1976 wurde er zunächst als G3Op der 3. Panzerdivision in Buxtehude und von 1977 bis 1979 als G4 Stabsoffizier der Panzerbrigade 8 in Lüneburg eingesetzt.
Verwendungen als Planungsstabsoffizier der Fachgruppe Sicherheitspolitik und Streitkräfte an der Führungsakademie der Bundeswehr und G3 Stabsoffizier der Panzerlehrbrigade 9 in Munster schlossen sich bis 1982 an. Vom 1. April 1982 bis 30. März 1984 führte er als Bataillonskommandeur das Panzerbataillon 23 in Braunschweig.
Danach war er bis 1987 als Referent im Führungsstab des Heeres III 1 in Bonn mit der Operativen Planung und Führung der im Bereich der Heeresgruppe Central Army Group CENTAG eingesetzten deutschen und alliierten Streitkräfte und der deutsch-französischen militärischen Zusammenarbeit befasst.
Von September 1987 bis September 1989 wurde er als Chef des Stabes der 10. Panzerdivision in Sigmaringen eingesetzt und am 1. Januar 1989 zum Oberst befördert.
Anschließend führte er von 1989 bis 1991 im Hauptquartier der CENTRAL ARMY GROUP in Heidelberg als Assistant Chief of Staff die Abteilung für Übungen.
Von April 1991 bis September 1996 kehrte er an die Führungsakademie der Bundeswehr nach Hamburg zurück und wurde dort als Kommandeur der Abteilung Generalstabs- und Admiralstabslehrgänge der Bundeswehr mit deutscher und internationaler Beteiligung verwendet. Während dieser Zeit war er 1992 auch Lehrgangsteilnehmer an der Bundesakademie für Sicherheitspolitik und 1995 Teilnehmer am Higher Command & Staff Course am britischen Staff College in Camberley, England.

## Dienst als General
Zum 1. Oktober 1996 übernahm Möhring im Rang eines Obersten die Aufgaben des Stellvertreters des Befehlshabers und Kommandeurs der Wehrbereichstruppen im Wehrbereich V (Baden-Württemberg) und war zugleich General für Nationale und Territoriale Aufgaben im Wehrbereich. In dieser Verwendung wurde er 1999 zum Brigadegeneral befördert.
Zum 31. Dezember 2001 wurde er in den Ruhestand versetzt.

## Privates
Möhring ist verheiratet und hat einen Sohn und eine Tochter. Er wohnt mit seiner Frau in der Nähe von Lüneburg. Seit 2002 organisiert er in Hamburg einen gemeinsamen Mittagstisch, bei dem sich ehemalige Generale und Admirale der Bundeswehr aus dem Großbereich Hamburg einmal im Monat zum Essen und zum Gedankenaustausch treffen.